# Amt Steinbach (Berg)
Das Amt Steinbach war eines der bergischen Ämter, in die die Grafschaft Berg (das spätere Herzogtum Berg) unterteilt war. Das Amt erhielt seinen Namen von der Burg Steinbach in Untersteinbach nahe Lindlar oberhalb der Sülz. Die Burg war zunächst Amtssitz des Amtes, später jedoch die Burg Neuenberg. Von Burg Steinbach wurden die letzten Mauerreste 1962 entfernt, während von der Burg Neuenberg, die nach dem Dreißigjährigen Krieg geschleift wurde, immer noch die Ruinen und große Mauerreste erhalten sind.

Amt Porz und Amt Steinbach 1789

Um Burg Steinbach gruppierte sich eine größere Anzahl landesherrlicher Güter, namentlich Steinbach selbst, Ommerborn, Hembach, Dörpe, Hollinden, Peffekoven, Müllerhof, Feld, Brochhagen (Brochhagener Mühle) und die Burg Neuenberg. Diese Burg gehörte ebenfalls zu den Domänengütern des Landesherrn und war somit im Eigentum der Grafen von Berg.
In einer Urkunde vom 6. September 1363 wurden erstmals die damals bestehenden Ämter der Grafschaft Berg vermerkt und dem Amt Steinbach die Orte Wipperfeld, Bechen, Kürten, Olpe, Lindlar, Overath, Engelskirchen, Hohkeppel und Wipperfürth zugeordnet. Die Stadt Wipperfürth lag zwar innerhalb des Amtes, hatte aber als Stadt ihre eigene Verwaltung und Gerichtsbarkeit. Nur die Gebiete außerhalb der Stadt waren Teil des Amtsbezirks. Amtssitz war bis zu ihrer Zerstörung die Burg Neuenberg.

## Gerichtswesen im Amt Steinbach
1363 befanden sich im Amt Steinbach die neun Landgerichte Wipperfeld, Bechen, Kürten, Olpe, Lindlar, Overath, Engelskirchen, Hohkeppel und Wipperfürth.
Da das Landgericht Eckenhagen im Amt Windeck zeitweise keine Konsultation hatte, musste in zweifelhaften Fällen beim Landgericht Lindlar ein Urteil eingeholt und beim nächsten Termin in Eckenhagen verkündet werden.
Das Obergericht befand sich in Porz. Diesem waren in zweifelhaften Rechtsfällen die Landgerichte im Amt Steinbach untergeordnet, unklare Rechtsangelegenheit wurden nach Porz abgegeben, um dort ein Urteil zu suchen oder feststellen zu lassen. Nach Entscheidung des Obergerichts blieb den Landgerichten nur noch die Urteilsverkündung. Wipperfürth hatte darüber hinaus noch ein Stadtgericht, das bei Unklarheiten das abteiliche Gericht in Siegburg konsultieren konnte.

## Kirchspiele und Honschaften
Die einzelnen Kirchspiele des Amtes waren in Honschaften eingeteilt und zwar:
1. Lindlar in 9 Honschaften: Breun, Scheel, Ober- und Unter-Helling, Dorf, Breidenbach, Ommer, Stolzenbach und Remshagen
2. Overath in 7 Honschaften: Löderich, Heiliger, Burg, Oderscheid, Miebach, Balken und Vilkerath
3. Wipperfürth in 8 Honschaften: Scharde, Eichholz, Dellweg, Flosbach, Lüttgenau, Bovenholz, Biesenbach und Bever
4. Kürten in 4 Honschaften: Engeldorf, Breibach, Kohlenbach und Ober-Honnschaft
5. Olpe in 3 Honschaften: Olpe, Berg und Dierdorf
6. Engelskirchen in 2 Honschaften: Unter- und Ober-Kirchspiel
7. Hohkeppel in 2 Honschaften: Tüschen und Vellingen
8. Wipperfeld in 2 Honschaften: Schwarzen und Schneppen
9. Bechen bestand aus nur einer gleichnamigen Honschaft.

Der Mathematiker und Geograph Erich Philipp Ploennies schrieb 1715 in seiner Landesbeschreibung:

„Von dem Ambt Steinbach. Solches bestehet aus 9 Kirchenspielen, 1. Wupperfurth, 2. Lindlar, 3. Oberrath, 4. Bechen, 5. Ulpe, 6. Kürten, 7. Hochkeppel, 8. Wipperfeld, 9. Engelskirchen. Die 3 ersten Kirchenspiele sind die grösten und alle zusammen der Catholischen Religion zugethan. Es ist zwar ein sehr großes Ambt, aber wegen der vielen unfruchtbahren Berge etwas rauh, und träget daher fast nirgends nichts als Haberfrüchte. Obsfrüchte sind darin wenig anzutreffen, hingegen findet mann desto mehr Rindvieh und Schwein. Hauptwaldungen hat es nicht, sondern nur gleichsam Büsch zum Brennholz und Reif zu den Fässern daraus zu machen, von welchem sich nicht wenig Menschen in dem Ambt ernehren; sintemahl 17 solche alle nacher Cöln oder Bonn gebracht und daselbst verkauft werden. In dem Dorf Lindlar wohnen vorizo viele Steinhauer, weilen daselbst schöne Stein und Platten sich finden.“

Das Gebiet bildete später den Kreis Wipperfürth. Lediglich Overath kam zum Kreis Mülheim am Rhein.

## Amtmänner
Folgende Amtmänner sind urkundlich belegt:
- 1313: Heidenreich von Ehreshoven, officiatus
- 1340: Gerhard (der Ältere) von Waldenburg gen. Schenkern, ambtman
- 1372–1373: Engelbert der Vogt, amptman yn der veste van Steynbech
- 1380–1390: Bruno von  Zweiffel, amptman in Steinbech
- 1641: Johann Georg von Bellinghausen (nach landesherrlichen Akten)